# لوک لتچر
لوک لتچر (انگلیسی: Luke Letcher؛ زادهٔ ۱۱ june ۱۹۹۴ (۳۰ سال)) قایقران روئینگ اهل استرالیا است.
وی در مسابقات کشوری و بین‌المللی در مجموع برندهٔ ۱ مدال طلا، ۱ مدال برنز شده‌است.